# Pas cobert de Cal Felip i Cal Rei
Pas cobert de Cal Felip i Cal Rei és una obra de la Figuerosa, al municipi de Tàrrega (Urgell) protegida com a Bé Cultural d'Interès Local.

## Descripció
Pas cobert format per quatre grans arcs rebaixats suportats per columnes amb impostes, sobre les quals es recolza l'embigat de la casa que hi ha al damunt. Els arcs i les pilastres són de pedra treballada, amb bancs de trencadís i la resta de maçoneria. La construcció superior és de la mateixa època i consta de planta pis, amb un balcó per cada costat, i golfes. Annex hi ha Cal Felip, al portal del qual hi ha un escut amb la data de 1601.